# Temognatha flavicollis
Temognatha flavicollis es una especie de escarabajo del género Temognatha, familia Buprestidae. Fue descrita científicamente por Saunders en 1869.